# Bộ Kế hoạch và Đầu tư (Việt Nam)
Bộ Kế hoạch và Đầu tư là một cơ quan cũ của Chính phủ nước Cộng hòa xã hội chủ nghĩa Việt Nam, thực hiện chức năng quản lý nhà nước về kế hoạch, đầu tư phát triển và thống kê, bao gồm: Tham mưu tổng hợp về chiến lược, quy hoạch, kế hoạch phát triển kinh tế - xã hội, kế hoạch đầu tư công của quốc gia; cơ chế, chính sách quản lý kinh tế; đầu tư trong nước, đầu tư của nước ngoài vào Việt Nam và đầu tư của Việt Nam ra nước ngoài; khu kinh tế; nguồn hỗ trợ phát triển chính thức (ODA), vốn vay ưu đãi và viện trợ phi chính phủ nước ngoài; đấu thầu; phát triển doanh nghiệp, kinh tế tập thể, hợp tác xã; thống kê; quản lý nhà nước các dịch vụ công trong các ngành, lĩnh vực thuộc phạm vi quản lý nhà nước của Bộ theo quy định của pháp luật.
Ngày 18 tháng 2 năm 2025, Bộ này sáp nhập, hợp nhất với Bộ Tài chính và kết thúc hoạt động, theo Nghị quyết của Quốc hội Việt Nam trong phiên họp không thường kỳ.

## Chức năng, nhiệm vụ
Căn cứ theo Nghị định số 123/2016/NĐ-CP ngày 1/9/2016 của Chính phủ quy định chức năng, nhiệm vụ, quyền hạn và cơ cấu tổ chức của bộ, cơ quan ngang bộ, Nghị định số 101/2020/NĐ-CP ngày 28/8/2020 của Chính phủ sửa đổi, bổ sung một số điều của Nghị định số 123/2016/NĐ-CP và Nghị định số 89/2022/NĐ-CP ngày 28/10/2022 của Chính phủ quy định chức năng, nhiệm vụ, quyền hạn và cơ cấu tổ chức của Bộ Kế hoạch và Đầu tư, Bộ có những nhiệm vụ, quyền hạn chính sau đây:
- Trình Chính phủ dự án luật, dự thảo nghị quyết của Quốc hội, dự án pháp lệnh, dự thảo nghị quyết của Ủy ban Thường vụ Quốc hội, dự thảo nghị quyết, nghị định của Chính phủ theo chương trình, kế hoạch xây dựng pháp luật hằng năm của Bộ đã được phê duyệt và các dự án, đề án theo sự phân công của Chính phủ, Thủ tướng Chính phủ.
- Trình Chính phủ chiến lược, kế hoạch phát triển kinh tế - xã hội 5 năm và hằng năm của cả nước, các cân đối vĩ mô của nền kinh tế quốc dân; kế hoạch xây dựng, sửa đổi các cơ chế, chính sách quản lý kinh tế vĩ mô; quy hoạch; chiến lược huy động vốn đầu tư phát triển, kế hoạch đầu tư công trung hạn và hằng năm; chủ trương đầu tư các chương trình mục tiêu quốc gia, các chương trình mục tiêu; các chương trình, dự án khác theo sự phân công của Chính phủ.
- Có trách nhiệm quản lý nhà nước về các lĩnh vực:

1. Chiến lược, quy hoạch, kế hoạch
2. Đầu tư phát triển và phân bổ ngân sách nhà nước
3. Đầu tư trong nước, đầu tư của nước ngoài và đầu tư của Việt Nam ra nước ngoài
4. Vốn ODA, vốn vay ưu đãi
5. Đấu thầu[7]
6. Các khu kinh tế
7. Đăng ký và phát triển doanh nghiệp[8]
8. Kinh tế tập thể, hợp tác xã
9. Thống kê.

- Thực hiện các nhiệm vụ, quyền hạn khác do Chính phủ, Thủ tướng Chính phủ giao và theo quy định của pháp luật.

## Lịch sử
Ngược trở lại lịch sử, ngay từ khi nước Việt Nam Dân chủ Cộng hòa mới được thành lập, ngày 31 tháng 12 năm 1945, Chủ tịch Hồ Chí Minh thay mặt Chính phủ lâm thời nước Việt Nam Dân chủ Cộng hòa đã ra Sắc lệnh số 78-SL thành lập Ủy ban Nghiên cứu Kế hoạch Kiến thiết nhằm nghiên cứu, soạn thảo và trình Chính phủ một kế hoạch kiến thiết quốc gia về các ngành kinh tế, tài chính, xã hội và văn hóa. Ủy ban gồm các ủy viên là tất cả các Bộ trưởng, Thứ trưởng, có các Tiểu ban chuyên môn, được đặt dưới sự lãnh đạo của Chủ tịch Chính phủ. Ngày 31 tháng 12 năm 1945 trở thành ngày truyền thống của Bộ Kế hoạch và Đầu tư .
Theo dòng lịch sử, chúng ta có thể điểm lại các mốc quan trọng trong quá trình xây dựng và trưởng thành của ngành Kế hoạch và Đầu tư và Bộ Kế hoạch và Đầu tư:
Ngày 14 tháng 5 năm 1950, Chủ tịch nước Việt Nam dân chủ cộng hòa ra Sắc lệnh số 68-SL thành lập Ban Kinh tế Chính phủ (thay cho Ủy ban Nghiên cứu Kế hoạch Kiến thiết). Ban Kinh tế Chính phủ có nhiệm vụ nghiên cứu, soạn thảo và trình Chính phủ những đề án về chính sách, chương trình, kế hoạch kinh tế hoặc những vấn đề quan trọng khác.
Trong phiên họp ngày 8 tháng 10 năm 1955, Hội đồng Chính phủ đã quyết định thành lập Ủy ban Kế hoạch Nhà nước và ngày 14 tháng 10 năm 1955, Thủ tướng Chính phủ đã ra Thông tư số 603-TTg thông báo quyết định này. Đây chính là tiền thân của Bộ Kế hoạch và Đầu tư hiện nay. Chủ nhiệm đầu tiên là Phạm Văn Đồng. Ủy ban Kế hoạch Nhà nước và các Bộ phận kế hoạch của các Bộ ở Trung ương, Ban kế hoạch ở các khu, tỉnh, huyện có nhiệm vụ xây dựng các dự án kế hoạch phát triển kinh tế, văn hóa, và tiến hành thống kê kiểm tra việc thực hiện kế hoạch.
Ngày 9-10-1961, Hội đồng Chính phủ đã ra Nghị định số 158-CP quy định nhiệm vụ, quyền hạn và tổ chức bộ máy của Ủy ban Kế hoạch Nhà nước, trong đó xác định rõ Ủy ban Kế hoạch Nhà nước là cơ quan của Hội đồng Chính phủ có trách nhiệm xây dựng kế hoạch hàng năm và kế hoạch dài hạn phát triển kinh tế và văn hóa quốc dân theo đường lối, chính sách của Đảng và Nhà nước.
Ngày 27 tháng 11 năm 1986, Hội đồng Bộ trưởng có Nghị định 151/HĐBT giải thể Ủy ban Phân vùng kinh tế Trung ương, giao công tác phân vùng kinh tế cho Ủy ban Kế hoạch Nhà nước.
Ngày 1 tháng 1 năm 1993, Ủy ban Kế hoạch Nhà nước tiếp nhận Viện Nghiên cứu Quản lý Kinh tế Trung Ương, đảm nhận nhiệm vụ xây dựng chính sách, luật pháp kinh tế phục vụ công cuộc đổi mới. Ngày 1 tháng 11 năm 1995, Chính phủ đã ra Nghị định số 75/CP quy định chức năng, nhiệm vụ, quyền hạn và tổ chức bộ máy của Bộ Kế hoạch và Đầu tư trên cơ sở hợp nhất Ủy ban Kế hoạch Nhà nước và Ủy ban Nhà nước về Hợp tác và Đầu tư. Bộ trưởng đầu tiên là Đỗ Quốc Sam.
Ngày 17 tháng 8 năm 2000, Thủ tướng Chính phủ có Quyết định số 99/2000/TTg giao Ban Quản lý các khu công nghiệp Việt Nam về Bộ Kế hoạch và Đầu tư.
Ngày 25 tháng 7 năm 2017, Chính phủ ra Nghị định số 86/2017/NĐ-CP quy định chức năng, nhiệm vụ, quyền hạn và cơ cấu tổ chức của Bộ Kế hoạch và Đầu tư.
Ngày 28 tháng 10 năm 2022, Chính phủ ra Nghị định số 89/2022/NĐ-CP quy định chức năng, nhiệm vụ, quyền hạn và cơ cấu tổ chức của Bộ Kế hoạch và Đầu tư.

## Cơ cấu tổ chức

### Khối cơ quan quản lý nhà nước
- Văn phòng Bộ
- Thanh tra Bộ
- Vụ Tổ chức cán bộ
- Vụ Pháp chế
- Vụ Tổng hợp kinh tế quốc dân
- Vụ Kinh tế địa phương và lãnh thổ
- Vụ Tài chính, tiền tệ
- Vụ Kinh tế công nghiệp, dịch vụ
- Vụ Kinh tế nông nghiệp
- Vụ Phát triển hạ tầng và đô thị
- Vụ Quản lý các khu kinh tế
- Vụ Giám sát và Thẩm định đầu tư
- Vụ Kinh tế đối ngoại
- Vụ Lao động, văn hóa, xã hội
- Vụ Khoa học, Giáo dục, Tài nguyên và Môi trường
- Vụ Quản lý quy hoạch
- Vụ Quốc phòng, An ninh
- Cục Quản lý đấu thầu
- Cục Phát triển doanh nghiệp
- Cục Đầu tư nước ngoài
- Cục Quản lý đăng ký kinh doanh
- Cục Kinh tế hợp tác
- Tổng cục Thống kê

### Khối đơn vị sự nghiệp
- Viện Chiến lược phát triển
- Viện Nghiên cứu quản lý kinh tế Trung ương
- Trung tâm Công nghệ thông tin và Chuyển đổi số
- Báo Đầu tư
- Học viện Chính sách và Phát triển

## Danh sách Thứ trưởng, Phó Chủ nhiệm Ủy ban qua các thời kỳ
• Lê Văn Hiến (1959 - 1962)
• Nguyễn Côn (1960 - 1965)
• Đặng Việt Châu  (1960 - 1965)
• Trần Quý Hai (1961 - 1963)
• Trần Sâm (1963 - 1965)
• Nguyễn Văn Kha  (1969 - 1974)
• Đặng Thí (1969 - 1971)
• Trần Quỳnh (1969 - 1973)
• Nguyễn Lam (1969 - 1973)
• Lê Trung Toản (1973 - 1982)
• Đinh Đức Thiện (1974 - 1977)
• Nguyễn Hữu Mai (1975 - 1976), (1976 - 1980)
• Hoàng Văn Thái (1977 - 1980)
• Hồ Viết Thắng (1961 - 1983)
• Bùi Phùng (1980 - 1992)
• Trần Phương  (2/1980 - 1/1981)
• Đậu Ngọc Xuân (1980-1987)
• Hoàng Quy  (1983 - 2/1987)
• Vũ Đại  (1983 -1987)
• Nguyễn Hà Phan  (1987 - 1989)
• Bùi Công Trừng
• Nguyễn Văn Vịnh
• Lê Văn Hiến
• Trần Hữu Dực
• Võ Hồng Phúc (1988 - 1992)
• Nguyễn Mại  (1989 - 1995)
• Trần Xuân Giá (1992 - 1995)
• Phạm Gia Khiêm (1993 - 1995)
• Trần Đình Khiển
• Trương Văn Đoan  (2003 - 2010)
• Nguyễn Bích Đạt
• Cao Viết Sinh
• Bùi Quang Vinh
• Đào Quang Thu
• Đặng Huy Đông
• Nguyễn Đức Trung (28/1/2019-27/2/2020), nay là Phó Bí thư Tỉnh ủy, Chủ tịch UBND tỉnh Nghệ An
• Lê Quang Mạnh, nay là Ủy viên Trung ương Đảng, Chủ nhiệm Ủy ban Tài chính - Ngân sách của Quốc hội
• Nguyễn Chí Dũng, nay là Ủy viên Trung ương Đảng, Bộ trưởng Bộ Kế hoạch và Đầu tư
• Nguyễn Văn Hiếu - nguyên Chủ tịch UBND tỉnh Bến Tre
• Trần Duy Đông, nay là Phó Bí thư Tỉnh ủy, Chủ tịch UBND tỉnh Vĩnh Phúc
• Võ Thành Thống